# Otto Burri
Otto Burri (* 24. Januar 1909; † 20. Dezember 1996) war ein Schweizer panidealistischer Autor.
Burri war von 1939 bis 1974 Lehrer an der Sekundarschule Viktoria in Bern. Er war stark von Panidealismus Rudolf Maria Holzapfels beeinflusst und entwickelte Mittel zur Verbreitung seiner Theorien. So war er ein Mitbegründer der Gesellschaft für eine Gesamtkultur in Bern. In seine Schriften befasst er sich besonders mit den Idealen des Panidealismus, u. a. auch dem Weltfrieden.

## Schriften (Auswahl)
- Aggression?! Beigefügtes Werk: Steine auf dem Weg zum Frieden. Erziehung zum Frieden. Bern: Verlag Neue Ideen, 1974. 78 Seiten.
- Der Mensch im neuen Weltbild. Bern: Verlag Neue Ideen, 1974. 43 Seiten.
- Für ein Menschheitsgewissen. Beigefügtes Werk: UNO und Menschheit. Die Schweiz und die UNO. Bern: Verlag Neue Ideen, 1974. 32 Seiten.
- Der Mensch im neuen Weltbild. Bern: Gesellschaft für eine Gesamtkultur, 1981. 71 Seiten.
- Rudolf Maria Holzapfel (1874–1930): Hauptwerke: eine Einführung und Übersicht als Studienhilfe. Schriften zur Kultur, Heft 3. Aarau/Frankfurt am Main/Salzburg: Sauerländer, 1985. 16 Seiten. ISBN 3-7941-2734-X